# Ribera Baja/Erribera Beitia
Ribera Baja/Erribera Beitia község Spanyolországban, Arabában. Lakosainak száma 1439 fő (2024).

## Földrajza
Ribera Baja/Erribera Beitia Condado de Treviño, Armiñon, Berantevilla, Miranda de Ebro és Ribera Alta/Erriberagoitia községekkel határos.

## Népesség
A település lakosságának változását az alábbi diagram mutatja:
| Lakosok száma | 677  | 966  | 1098 | 1198 | 1314 | 1358 | 1353 | 1350 | 1421 | 1439 |
|               | 2001 | 2004 | 2006 | 2009 | 2011 | 2014 | 2016 | 2019 | 2021 | 2024 |